# Madras
 For alternative betydninger, se Madras (flertydig). (Se også artikler, som begynder med Madras)
 Denne artikel omhandler en del af en seng. Opslagsordet har også en anden betydning, se Chennai.
En madras er den centrale del af en seng. Der findes mange slags madrasser.
Ordet madras stammer fra oldfransk materas, der har det fra arabisk (al-)matrah, der egentlig betyder "pude" eller "sted, hvor noget kastes".

## Typer
Grundlæggende findes der tre typer madrasser;
- Faste madrasser, der i dag typisk består af en firkant af skumgummi med stofbetræk, selvom mange andre typer ensformigt fyld findes, blandt andet uld eller halm.
- Springmadrasser, der består af to eller tre metalrammer med fjedre imellem.
- Boxmadrasser, der oftest er en afart af springmadrassen, men som er opbygget i en træramme, der enten kan stå direkte på gulvet, eller direkte monteres med ben, i modsætning til de ovennævnte, der alle kræver en løs sengebund hvis de skal hæves over gulvet.